# 風下住民
風下住民（かざしもじゅうみん。風下の住民（かざしものじゅうみん）、風下の人々（かざしものひとびと）とも。英語: downwinders または downwind people）とは、大気や地下核実験、そして原子力事故による放射能汚染や放射性降下物にさらされている個人や地域社会を指す。
より広義には、この用語は核兵器、原子力発電、そして核廃棄物の定期的な生産や点検のために電離放射線や他の放出にさらされている地域社会や個人も含めることができる。米国の核兵器製造施設(英語記事)付近の地域では、風下住民は放射性物質の放出により汚染された環境に地下水系、食物連鎖、そして空気の呼吸を通じて晒される可能性がある。風下住民の中にはウラン採掘や核実験への関与による急性暴露を受けている場合がある。
悪性腫瘍、非癌性甲状腺疾患、および先天性奇形の発生率の増加など幾つかの深刻な健康への悪影響が、放射性降下物と放射能汚染に晒される各地の"風下"の地域社会で観察されている。個人への放射能汚染の影響は一般的に、受けた放射線の量と暴露時間の結果として、線形非閾値モデル(英:LNTモデル)を用いて推定される。性別、年齢、人種、文化、職業、地位、場所、放射線と同時期に晒された環境有害物質の影響は、しばしば見落とされるが、"風下"の地域社会で顕著に健康への影響に寄与する要因である。

## 風下住民と核実験
1945年と1980年の間に米国、ソ連、イギリス、フランスと中国は、13の主要な実験場で504の核兵器を爆発させ、TNT換算440メガトン相当の大気圏核実験を行った。これらの大気圏核実験のうち330は米国で実施された。全ての種類の核実験を合計すると、米国は公式にこれまで1054核実験を実施し、少なくとも1151の核兵器が使用された。ほとんどはネバダ核実験場とマーシャル諸島の太平洋核実験場で行われたが、他の10の実験はアラスカ、コロラド州、ミシシッピ州、ニューメキシコ州を含む米国の各地で行われた。世界中でこれまで約2,000の核実験が行われたが、現時点で米国の核実験の数は他のすべての既知の核保有国（ソ連、英国、フランス、中国、インド、パキスタン、北朝鮮）によって行われた核実験の合計を上回っている。
これらの核実験は大量の放射性物質を大気中に放出し、それが拡散して地球全体に死の灰をもたらした。

### 放射性降下物にさらされる風下住民
核爆発により作り出される特徴的なキノコ雲は、安定した高さに達すると風下に移動する。放射性元素の散乱により雲は上下左右に動き、放射性物質を隣接地域に拡散する。大きな粒子は核実験場の近くに落ちる一方で、より小さな粒子やガスは世界中に拡散し得る。さらに、核爆発によっては地上より10km上空の成層圏にまで放射性物質が放出された。これは、地球全土に降下するまで放射性物質が何年にも渡って成層圏を漂う可能性があることを意味する。世界中への放射性降下物の降下は、全てのものが人為的に高められたバックグラウンド放射線に晒される結果をもたらす。"風下住民"は核実験場の近くに在住・在勤しているため顕著な影響を受ける人達を指すが、大気中の放射線による健康上のリスク増加という影響は世界中に及ぶ。

### 核実験の健康への影響
初期の死の灰による被曝の健康への影響についての懸念は、高い被爆量の人の子孫に発生する可能性のある遺伝子変異であった。しかしながら、過去に高い被曝を受けたグループにおいて遺伝し得る放射線被曝の影響は、被曝10年以内またはそれ以降に発症する甲状腺癌・白血病・特定の種類の固形腫瘍の顕著な増加と比較すれば小さいとの調査結果が出た。生体試料（骨、甲状腺や他の組織を含む）の研究が進むにつれ、死の灰の特定の放射性物質が放射性降下物に起因する癌やその他の後遺症に関与していることがいっそう明らかになってきた。

#### 米国本土
1980年のピープル誌 は米国内で行われたいくつかの核実験の結果を米国市民に明らかにした。ピープル誌はユタ州のセント・ジョージ市に近い場所でロケが行われた1956年の映画『征服者』の約220人の出演者と撮影スタッフのうち、91人が癌で死亡したことを明らかにした。41%というのは前代未聞の罹病率である。そのうち、46人は1980年までに癌で死亡していた。犠牲者の中にはジョン・ウェインやスーザン・ヘイワードなど映画スター達も含まれていた。

#### ミクロネシア・ポリネシア地域
太平洋の核実験では核実験後に空から白い灰が降り、周辺住民に火傷、脱毛、色素脱出、悪心などの急性放射能症がみられた。また、長期的には悪性腫瘍（白血病や甲状腺がんなど）の発生率の上昇がみられる。

### 女性の風下住民に対する放射線の影響

#### 各種報告書
死の灰による電離放射線への曝露による主要な長期的健康被害は甲状腺癌、他の癌腫瘍、および白血病のリスク増大である。放射線被曝とその後の癌リスクとの関係は"よく理解され、最も定量化された、あらゆる一般的な環境における人間に対する発癌性との関係を示している"とアメリカ国立癌研究所の報告書は記している。米国では男性は女性よりも22%も癌の件数が多いが、放射線による発がんの影響については男性よりも女性の方がずっと高い。近年の全米研究評議会とアメリカ合衆国環境保護庁の両方で実施された研究によれば、女性は男性に比べ放射線誘発癌への感受性が以前に考えられていたよりもはるかに高いことが確認された。放射線感受性の高い乳房、卵巣、甲状腺などの女性に特定の器官がこの違いをもたらすと推定されている。
アメリカ合衆国環境保護庁の1999年の連邦指針報告書 No. 13 (FGR-13) 「放射性核種への環境曝露のための癌のリスク係数」 (英: Cancer Risk Coefficients for Environmental Exposure to Radionuclides PDF) では、女性は男性より48%も高い放射性核種に関連した癌の死亡リスクを有すると著者達は結論付けている。放射線誘発癌の性別に基づく差のさらなる証拠は、2006年の全米研究評議会によるBEIR VII報告書として知られている「低線量電離放射線被曝による健康リスク」 (英: Biological Effects of Ionizing Radiation-VII Health Risks from Exposure to Low Levels of Ionizing Radiation PDF)(概要の和訳) に掲載され、放射線被ばくに起因するリスクは女性が男性を37.5%上回っていることが発見された。癌の死亡率とは別に癌の発症率を考えると男女による差はさらに大きくなる。同じレベルの放射線被ばくを受けた場合に女性が癌を発症する可能性は、アメリカ合衆国環境保護庁の報告書は男性よりも58%多いと推定する一方で、BEIR VII委員会は52%高くなると結論づけた。
男女のリスクの差は特定の臓器について比較するとさらに大きくなる。両方の報告書は共に乳癌、卵巣、肺、大腸、および甲状腺の組織が女性において放射線の影響を受けやすいことを示している。例えばFGR 13は女性の甲状腺癌の発生率の比は男性に対し2.14倍であると推定しているのに対し、BEIR VIIの調査結果は女性は放射線により誘発される甲状腺癌は4.76倍とさらに脆弱であることを示唆している。
乳房に対する環境によるリスクへの懸念が高まる中で、BEIR VII報告書が「放射線は乳癌に対し他のリスク因子と相乗的に作用する可能性がある」および「 PCBやダイオキシン類のような内分泌を乱す化学物質が放射線と組み合わされると、単独で作用する場合よりもリスクを増加させる可能性を高める」ことを示唆する調査報告から引用したことは興味深い。それに関連する懸念は、放射性物質は母乳を通過する可能性があることで、風下住民の女性達の中には自分の子供に母乳を与えることに消極的になってしまうのも無理はない。乳児が摂取する放射性物質の量を減らすことは重要な予防策であるが、それにより女性達は自分の健康のための予防措置を取ることを不可能にしてしまう。たとえば母乳を与えることは乳癌発症のリスクを減らすことができるという報告が幾つか知られている。授乳を控えることによって風下住民の女性の乳癌発生リスクはさらに上昇する。

#### 妊娠と出産
一定レベルを超える放射線は流産をもたらすという研究は数多く存在する。流産するか否かを決定するしきい値があるのか、それとも他の要因がある女性達を放射線で誘発される流産に対しより脆弱にさせるのかどうかはまだ判っていない。しかしながら、核兵器や核実験場の生存者の研究から、臓器が形成されている妊娠初期の女性が高レベルの放射線にさらされた場合、胎児の奇形の高いリスクとなることが明らかである。流産、切迫流産、先天性疾患は母親に身体的、性的、および生殖に関する健康だけでなく、社会的そして精神的な健康にも大きな影響を与える。胎児の生育時に放射線の影響があることは女性特有の健康上の問題で、卵子は女性がまだ胎児として子宮内にとどまっている間にも形成されるため、女児を妊娠している母親への有害な影響は、娘に卵巣癌、不妊、および他の生殖発達上の問題と多世代に渡るリスク増をもたらす可能性がある。

## 主要な核実験場

### ネバダ
1951年から1962年の中頃まではネバダ核実験場 (Nevada Test Site) が主に使用され、86回の地表および地上での核実験、他に14回の地下核実験が行われ、その実験の全てで大量の放射性物質が大気中に放出された。
1950年代には、ネバダ核実験場の近くに住んでいた住民は屋外に座って核爆発によって作成されたキノコ雲を見ることが奨励された。住民の多くには衣服に付ける放射線バッジが与えられ、後にアメリカ原子力委員会によって放射線レベルに関するデータを収集するために回収された。
1997年に発行されたアメリカ国立癌研究所による報告書では、ネバダ核実験場での約90回の大気圏内核実験で、北米大陸の広大な範囲にわたって高いレベルの放射性ヨウ素131（5.5 エクサベクレル）を、特に1952年、1953年、1955年、1957年に記録したことを突き止めた。アメリカ国立癌研究所の報告書は、これらの年に受けた被曝は米国で推定10,000から75,000件の甲状腺癌の発生を増加させるのに十分な量だったと推定している。Scientific Research Society が発行する別のレポートでは、ネバダ核実験場と地球規模の死の灰による内部・外部被曝で、約22,000件のがんと、2,000人の白血病による死者が出たと推定している。
ネバダ核実験場の風下における放射能被曝の脅威は2007年の後半でも依然として問題となっていた。ペンタゴンは700トンのアンホ爆薬による 地中貫通爆弾 をテストする計画を立てた。その神の条板作戦(en:Divine Strake)が計画通り行われていれば、大きなキノコ雲が発生し汚染されたほこりをラスベガス・バレー 、ボイジ、ソルトレイクシティ、セントジョージ、ユタ州などの人口密集地に向かって吹きつけたであろう。この計画が2007年2月に中止されたのは、主に、風下を放射能に暴露させる恐れがあるという政治的な圧力のためだった。

### ハンフォード
風下住民の多くは核兵器の実験によって被曝したが、数百万人が米国の核兵器あるいは原子力発電の生産施設に起因する放射性降下物の影響を受けてきた。例えば、ワシントン州の中南部に位置するハンフォードはかつて核兵器の生産拠点であったが、ワシントン州保健局は市民主導のハンフォード医療情報ネットワーク（HHIN）と共同でハンフォードでの操業による健康への影響に関する重要なデータを公表した。生産拠点が1943年に設立されてからハンフォードには放射性物質が大気・水・土壌に放出された。それは主に通常の操業によるものであったが、事故や意図的な放出によるものもいくつかあった。ハンフォードの風下に住む、あるいはコロンビア川の下流を水源に利用する住民が高い線量の放射線に晒されたことが健康上の問題や出生異常の増加を引き起こしたと推測され、核製造施設による環境と公衆への健康問題との関連が広い関心事となった。
1986年2月までに、高まる市民の圧力によりアメリカ合衆国エネルギー省は非公開としてきたハンフォードでの操業に関する19,000ページにおよぶ歴史的資料の公開を余儀なくされた。これらの報告書は、膨大な量の放射性物質が環境に放出され、コロンビア川と190,000 km2以上の土地の汚染を明らかにしていた。特に、報告書はコロンビア川沿いの原子炉で生産されたプルトニウムによる風下住民の被曝を明らかにした。それらの原子炉は冷却のために大量の川の水を使用するため、川の水に含まれる物質が原子炉を循環する際に放射性を帯びる結果をもたらした。放射性物質を含む原子炉冷却水が河川に放出され、地下水系と下流西側のワシントン州およびオレゴン州の海岸の水生動物との両方を汚染した。
ハンフォードの2,000名の風下住民により連邦政府に対して提起された集団訴訟は長期に渡る裁判になっている。最初に6人の原告達が、残りの原告達の訴訟に適用される法的判断を得るために2005年に先行して裁判に入った。一部の原告については結審した。
核兵器で使用するために分離・精製されたプルトニウムも空気中への放射性物質の放出をもたらした。ハンフォードの放射性物質で汚染された空気は、ワシントン、オレゴン、アイダホ、モンタナ州全域、さらにはカナダにまで拡散した。さらなる汚染が汚染された牧草を食べた乳牛を通して食物連鎖に入り込んだ。住民達は汚染された食品を食べたり牛乳を飲むことで有害な放射性降下物を摂取した。もう一つの汚染食品の源はコロンビア川の魚だった。その影響は日常的に食料を川に依存していたインディアンの集落での異変により認識された。ハンフォードの風下に住むか下流で汚染された水や食品を摂取することにより放射能汚染にさらされた人は約200万人にも及ぶと見積もられている。

### マーシャル諸島
風下住民という用語は一般的にハンフォードやネバダ核実験場など米国本土の拠点による核放射性降下物の被害者を指すが、マーシャル諸島の住民は米国の太平洋核実験場計画のもとで核実験の甚大な影響に耐えなければならなくなった。現在のマーシャル諸島共和国は1944年から1979年にかけては米国の占領地であり、その期間中に米国は66回の核実験をマーシャル諸島において行った。
これらの多くの核実験の1つ、1954年3月1日に行われたキャッスル作戦のブラボー実験による水爆は、地元住民が耐えなければならなくなった広範囲の放射線被曝の主因となった。ブラボー実験に関連する放射性降下物の量は、世界の核実験の歴史上で最高記録と考えられている。太平洋核実験場の一部であったマーシャル諸島の多くは核放射性降下物によって汚染されたままであり、核実験の時に島に住んでいたそれら風下住民の多くは非常に増加した幾つかのタイプの癌の発生率と先天性欠損症に苦しんでいる。

## 環境汚染を通した影響
マーシャル諸島やロンゲラップ島など核実験が行われた地域では、土壌を通してパンの木の実やココナッツなどの食用植物が放射能汚染を受け、影響を避けるために何十年にもわたり故郷から離れている島民もいる。
また、太平洋地域ではある種の渦鞭毛藻類が産生するシガテラ魚中毒が問題になっているが、この渦鞭毛藻類は死んだり傷ついたりしたサンゴの表面で増殖しやすく、マーシャル諸島や仏領ポリネシアでは核実験によるサンゴ礁へのダメージが原因とみられるシガテラ中毒の劇的な増加が長期間にわたり続いた。

## 風下住民への補償と性別・人種問題
1990年の放射線被爆補償法のもとで、放射性降下物による特定の疾患と個人曝露との間の相関関係を証明することができる風下住民は連邦政府から5万ドルの補償金を受ける資格がある。ウラン採掘場の坑夫は100,000ドルの受給資格があり、採掘現場の関係者は750,00ドルの受給対象となる。しかしながら、致死的な肺癌の異常に高い罹病率の問題に直面したナバホ族のウラン坑夫の未亡人の多くは必要な医療や補償を受ける上で障害がある。それは、補償を求めているナバホ族の未亡人の多くは1930年代と1940年代に婚姻届によってではなく結婚を祝う部族の儀式により夫婦となったが、アメリカ合衆国連邦政府は婚姻の証明書を要求しているからである。言語や文化の壁がさらなる問題としてナバホの風下住民に立ちふさがる。高齢のナバホ族の多くは英語を話せないので、その子供たちが部族の法の裁き主から部族で結婚したという有効な証明書を得る責任を負わされる。同様に、政府が要求している古い医療や職業に関する資料を探す上での困難もある。政府やウラン鉱山会社側にあるナバホの坑夫に関する資料も散逸しており調査が困難である。